# Райна Рачева
Райна Николова Груева Лампева, по мъж Рачева, е българска художничка.

## Биография
Родена е на 16 декември 1939 година в разложкото село Баня. В 1964 година завършва декоративно-монументална живопис и мозайка в Националната художествена академия. Като художничка се изявява в областта на живописта, детското творчество и монументалистиката. От същата 1964 година работи и живее в Бургас. Райна Рачева има над 20 самостоятелни изложби, като нейни творби се намират в колекциите на Националната художествена галерия, Софийската градска художествена галерия, Бургаската художествена галерия и много обществени и частни колекции в България и чужбина.
Носителка е на серия отличия, сред които са орден „Св. св. Кирил и Методий“ І степен, статуетка и приз „Художник на годината 2005“ – Бургас и други. От 2007 година Райна Рачева е почетен гражданин на Бургас.